# Ронкочези (Ређо Емилија)
Ронкочези (итал. Roncocesi) је насеље у Италији у округу Ређо Емилија, региону Емилија-Ромања.
Према процени из 2011. у насељу је живело 1662 становника. Насеље се налази на надморској висини од 41 м.